# Municipio de Perry (condado de Coshocton)
El municipio de Perry (en inglés: Perry Township) es un municipio ubicado en el condado de Coshocton en el estado estadounidense de Ohio. En el año 2010 tenía una población de 711 habitantes y una densidad poblacional de 10,67 personas por km².

## Geografía
El municipio de Perry se encuentra ubicado en las coordenadas 40°16′15″N 82°8′26″O / 40.27083, -82.14056. Según la Oficina del Censo de los Estados Unidos, el municipio tiene una superficie total de 66.64 km², de la cual 66,62 km² corresponden a tierra firme y (0,03 %) 0,02 km² es agua.

## Demografía
Según el censo de 2010, había 711 personas residiendo en el municipio de Perry. La densidad de población era de 10,67 hab./km². De los 711 habitantes, el municipio de Perry estaba compuesto por el 96,91 % blancos, el 0,14 % eran afroamericanos, el 1,27 % eran amerindios, el 0,14 % eran asiáticos, el 0,28 % eran de otras razas y el 1,27 % eran de una mezcla de razas. Del total de la población el 1,41 % eran hispanos o latinos de cualquier raza.